# ルイジ・フェラーラ
ルイジ・フェラーラ（Luigi Ferrara、1982年5月12日 - ）は、バーリ出身のイタリアのレーシングドライバー。

## 経歴
フェラーラは、フォーミュラ・ルノー2.0イタリア、ユーロカップ・フォーミュラ・ルノー2.0 、イタリア・フォーミュラ3選手権 、インターナショナル・フォーミュラ3などのフォーミュラシリーズでキャリアをスタートさせ、2005年にイタリアF3でタイトルを獲得した。
その後、2008年にスポーツカーに乗り換え、イタリアのポルシェ・カレラカップに参戦。タイトルも獲得した。
2010年はCAALチームと共にスーパースターシリーズに参加。メルセデス・ベンツC63 AMGをドライブし、20レースで4勝10回の表彰台を獲得し、インターナショナルシリーズで2位、イタリア選手権で3位になった。
2011年のスーパースターシリーズでは、フェラーラは18レースで1勝8回の表彰台を獲得。再びインターナショナルシリーズで準優勝し、イタリア選手権で3位であった。
2012年シーズンは、2ラウンドのみ競争し、4レース中2位と4位で完走してみせ、インターナショナルシリーズで16位となった。